# Жданов, Александр Михайлович
Алекса́ндр Миха́йлович Жда́нов (25 января 1951 — 21 февраля 2021, Санкт-Петербург) — советский и российский актёр театра и кино. Заслуженный артист Российской Федерации (1995).

## Биография
Родился 25 января 1951 года. Окончил актёрский класс эстрадного отделения музыкального училища при Ленинградской консерватории в 1974 году (курс Доната Мечика).
С 1976 года работал в Театре драмы и комедии (ныне Театр на Литейном).
Александр Жданов скончался 21 февраля 2021 года в Санкт-Петербурге на 71-м году жизни из-за продолжительной болезни.

## Работы актёра

### Роли в спектаклях Театра на Литейном
- «Не стреляйте в белых лебедей», Б. Васильев. Режиссёр — заслуженный артист России Яков Хамармер — Колька
- «Недоросль», Д. И. Фонвизин. Режиссёр — народный артист России, лауреат Государственных премий России и СССР Лев Додин — Тришка
- «Ричард III», Вильям Шекспир. Постановка — заслуженный артист России Яков Хамармер — Эдуард, принц Уэльский
- «Знак беды», Василь Быков. Режиссёр — заслуженный артист России Яков Хамармер — Янка
- «А поутру они проснулись», В. Шукшин. Режиссёр — заслуженный артист России Яков Хамармер — Социолог
- «Валенсианская вдова», Лопе де Вега. Режиссёр — заслуженный артист России Яков Хамармер — Урбан
- «Все в саду», Эдвард Олби. Постановка — Ефим Падве — Роджер
- «Ремонт», М. Рощин. Постановка — Вадим Голиков — Митька Гвоздев
- «Уроки музыки», Л. Петрушевская. Режиссёр — заслуженный артист России Яков Хамармер — Колька
- «Гортензия в Париже! Гортензия свободна!», Д. Ленский. Режиссёр — лауреат Государственной премии России Геннадий Тростянецкий — Сен-Леон
- «Ворон», Карло Гоцци. Постановка — лауреат Государственной премии России Геннадий Тростянецкий — Панталоне, Норандо
- «Салют динозаврам», Г. Мамлин. Постановка — Кирилл Филинов — Вася
- «Ловкая служанка», Карло Гольдони. Режиссёр — Лариса Артемова — Панталоне деи Бизоньози, купец
- «Love for love. Любовь за любовь», Уильям Конгрив. Режиссёр — Клим — Джереми
- «Мера за меру», Вильям Шекспир. Постановка — Андрей Андреев — 2-й дворянин
- «Р. В. С.», Аркадий Гайдар. Постановка — Лайма Сальдау — Ординарец
- «Пеший человек», Мустай Карим. Постановка — заслуженный артист России Яков Хамармер — Подпевала
- «Ремонт», М. Рощин. Постановка — Вадим Голиков — Митька
- «Собачье сердце», М. Булгаков. Постановка — Арсений Сагальчик — Пеструхин
- «Барышня-крестьянка», А. С. Пушкин. Мюзикл — Игоря Пономаренко. Режиссёр — заслуженный деятель искусств России Александр Петров — Мисс Жаксон, англичанка, гувернантка Лизы Муромской
- «Непридуманный анекдот о любви и смерти, или Контрабас», Патрик Зюскинд. Режиссёр-постановщик — Ольга Макунина, режиссёр — Наталья Индейкина
- «Концерт замученных опечаток», по мотивам романов И. Ильфа и Е. Петрова «Золотой телёнок» и «Двенадцать стульев». Режиссёр — заслуженный деятель искусств России, лауреат Государственной премии России Григорий Козлов — Полыхаев, Скумбриевич, Берлага
- «Счастливая уловка», Пьер Мариво. Режиссёр — Андрей Андреев — Арлекин
- «Скупой», Ж. Б. Мольер. Режиссёр — лауреат Государственной премии России Геннадий Тростянецкий — Лафлеш, слуга Клеанта
- «Великая Екатерина», Джордж Бернард Шоу. Постановка — лауреат Государственной премии России Геннадий Тростянецкий, режиссёр — Сергей Черкасский — Капитан Эдстейстон
- «Кремлёвские куранты», Н. Погодин. Режиссёр — Юрий Мамин — Царь Борис, Диссидент
- «Три сестры», А. П. Чехов. Режиссёр — заслуженный артист России Александр Галибин — Ферапонт
- «Вся жизнь впереди», Эмиль Ажар. Режиссёр — Анатолий Праудин — Доктор Кац
- «Пышка», Ги де Мопассан. Постановка — заслуженный деятель искусств России и Киргизии Владислав Пази, режиссёр — Софья Маламуд — Фоланви, хозяин гостиницы
- «С любимыми не расставайтесь», Александр Володин. Режиссёр — заслуженный артист России Александр Галибин — Шумилов
- «Слуга двух господ», Карло Гольдони. Режиссёр — Андрей Прикотенко — Панталоне деи Бизоньози

### Роли в детских спектаклях
- «Святочный рассказ с привидениями», Чарльз Диккенс. Режиссёр — Юрий Томошевский — Скрудж
- «Сыщик, или Никто», Астрид Линдгрен. Режиссёр — Юрий Аникеев — Калле

## Фильмография
- 1972 — Монолог — гость на дне рождения Нины (нет в титрах)
- 1972 — Табачный капитан — Фимка, слуга боярыни Свиньиной
- 1973 — Крах инженера Гарина — милиционер (нет в титрах)
- 1973 — А вы любили когда-нибудь? — Витя
- 1974 — Последнее лето детства — Генка Петров
- 1975 — Долгие вёрсты войны — Васюков
- 1975 — Дневник директора школы — танцующий на свадьбе (нет в титрах)
- 1976 — Труффальдино из Бергамо — молодой гвардеец (нет в титрах)
- 1978 — Прошлогодняя кадриль — Петька
- 1978 — Емельян Пугачёв — Павел I
- 1978 — Старшина — Чеботарь
- 1978 — Ветер странствий — Степан
- 1980 — Сицилианская защита — Володя Снегирёв
- 1980 — О бедном гусаре замолвите слово — слуга (нет в титрах)
- 1980 — Прикажи себе — Кусков
- 1982 — Взять живым — Пряхин
- 1984 — Колье Шарлотты — участковый
- 1986 — Секретный фарватер — лётчик Сашка
- 1991 — Мужская компания — Эдик
- 1994 — Русская симфония — парикмахер-стилист
- 2000 — Агент национальной безопасности-2 (16, 17 серии, «Человек без лица») — участковый
- 2000 — Улицы разбитых фонарей. Менты-3
- 2010 — Военная разведка. Западный фронт — Аркадий, алкаш (фильм 3-й «Одиннадцатый цех»)
- 2019 — Крик тишины — квартальный